# HTMLHelp
HTMLHelp (Microsoft Compiled HTML Help) — проприетарный формат файлов контекстной справки, разработанный корпорацией Microsoft и выпущенный в 1997 году в качестве замены формата WinHelp. Содержит в себе набор HTML-страниц, может также включать в себя содержание со ссылками на страницы, предметный указатель, а также базу для полнотекстового поиска по содержимому страниц. Все входящие в .CHM файлы (.chm) сжаты алгоритмом LZX.
Для просмотра .CHM-файлов используется стандартное средство просмотра, встроенное во все версии Microsoft Windows, начиная с Windows 98, и Windows NT. Кроме того, существует ряд сторонних программ-просмотровщиков, FBReader и другие.
Для создания .CHM-файлов можно использовать бесплатные средства: — Microsoft HTML Help Workshop, Htm2Chm, плагины для Total Commander, а также другие средства.

## История
- Февраль 1996 — Майкрософт анонсирует планы по прекращению разработки WinHelp и начале разработки HTMLHelp
- Август 1997 — HTML Help 1.0 выходит в составе Internet Explorer 4.0
- Февраль 1998 — HTML Help 1.1a поставляется вместе с Windows 98
- Январь 2000 — HTML Help 1.3 поставляется вместе с Windows 2000
- Июль 2000 — HTML Help 1.32 выпускается вместе с Internet Explorer 5.5 и Windows ME
- Октябрь 2001 — HTML Help 1.33 выходит вместе с Internet Explorer 6 и Windows XP
- Март 2001 — На конференции WritersUA анонсируются планы по созданию новой системы справки Microsoft Help 2, также основанной на HTML
- Январь 2003 — Майкрософт решает не выпускать Help 2 в качестве широкоиспользуемой платформы

В 2002 году компанией Майкрософт была распространена информация о ряде проблем с безопасностью, связанных с форматом .CHM, был выпущен ряд заплаток. Кроме того, было анонсировано, что формат более не будет дорабатываться, вместо этого произойдёт переход к новому поколению справочной системы Windows под названием MAML, которая войдёт в состав операционной системы Windows Vista.

## Преимущества и недостатки формата
Преимущества
- Размер файла меньше, чем у обычного HTML.
- Используются все возможности форматирования, имеющиеся в HTML и CSS.
- Возможность полнотекстового поиска.
- Возможность просмотра множества .chm-файлов как один, с общим содержанием и предметным указателем (в частности, ранние версии MSDN Library предоставлялись в формате HTMLHelp).

Недостатки
- Недокументированность.
- Хорошо известен сбой[какой?] MS05-026(возможно, не совсем то), который не даёт просмотреть эти файлы.
- Файлы могут не открываться, если в пути к файлу имеются символы кириллицы, а также символы «_» и «#».

## HTMLHelp на других платформах
С целью создания открытого инструментария, доступного на разных платформах, начат проект CHMlib, в рамках которого разработана библиотека; на основе последней создан ряд программных продуктов, среди которых:
- arCHMage
- xCHM
- GnoCHM
- ChmSee
- KchmViewer
- Chmox
- extract_chmLib — средство командной строки, существующее в рамках проекта Debian, позволяющее конвертировать из chm в html